# Casey FitzRandolph

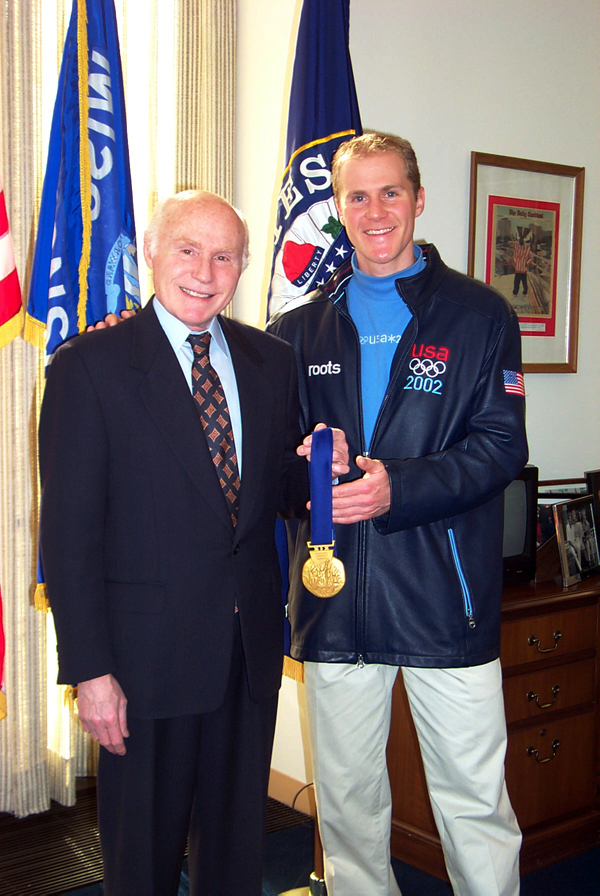
Casey FitzRandolph (rechts) mit Herb Kohl nach den Olympischen Winterspielen 2002

Casey FitzRandolph (* 21. Januar 1975 in Madison, Wisconsin) ist ein US-amerikanischer Eisschnellläufer.
Im Jahr 1997 gewann er die Bronzemedaille bei den Weltmeisterschaften im Sprint in Hamar. 2001 gewann er eine weitere Bronzemedaille bei den Weltmeisterschaften über 500 Meter.
Sein bestes Jahr war das Jahr 2002. Er gewann die Silbermedaille bei den Sprintweltmeisterschaften und wurde über 500 Meter bei den Olympischen Spielen in Salt Lake City Olympiasieger über 500 Meter. Das war die erste Goldmedaille über 500 Meter für einen US-Amerikaner seit dem Sieg des ebenfalls in Madison geborenen Eric Heiden 1980.